# Arnold Odermatt (Politiker)
Arnold Odermatt (voller Name; Arnold Alois Eduard Odermatt) (* 16. Januar 1857 in Stans; † 18. März 1926 ebenda) war ein Schweizer Politiker. Von 1901 bis 1907 gehörte er als Vertreter der Liberalen dem Regierungsrat des Kantons Nidwalden an.

## Leben
Der Sohn des Käsehändlers und Obergerichtspräsidenten Constantin Odermatt und der Louise Antognini wurde als Bürger von Dallenwil in Stans geboren. Er wuchs dort auf und besuchte die Grundschule seines Geburtsorts. Zwecks Weiterbildung ging er an die Realschule in Luzern, war in einem Privatinstitut in Solothurn und lernte Italienisch an Schulen in Magadino im Tessin und in Genua. Nach der Schule stieg im Käsehandelsgeschäft seines Vaters ein. Im Militär brachte er es bis zum Rang eines Hauptmanns.
Auf kommunaler Ebene übte Odermatt zahlreiche Ämter aus. Er war Gemeinderat, Vermittlungsrichter, Kirchenrat und Kirchmeier (Präsident des Kirchenrats). Arnold Odermatts Ämter auf kantonaler Ebene waren Verhörrichter, Mitglied und später Präsident des Nidwaldner Obergerichts und Ratsherr im Landrat. An der Landsgemeinde 1901 wurde er in den Regierungsrat gewählt, wo er Polizeidirektor war. Nach sechs Jahren trat er vom Amt zurück.
Arnold Odermatt heiratete am 22. Mai 1885 in Stans die Luzernerin Bert(h)a Willimann. Aus dieser Ehe stammen vier Kinder (drei Töchter und ein Sohn). Nebst seinem Beruf und der Politik war Odermatt noch vielerorts engagiert. Er war Mitglied im Männerchor, in der Theatergesellschaft (zeitweise sogar Direktor) und in der Schützengesellschaft. Zudem hatte Odermatt Mandate als Bankrat der Nidwaldner Kantonalbank und war Verwaltungsrat der Rotzloch AG und des Kantonsspitals.